# Talent (monnaie locale)
Pour les articles homonymes, voir Talent.
Le talent est une monnaie locale mise en circulation en 2016 en Belgique dans des communes du centre du Brabant wallon, soit Ottignies-Louvain-la-Neuve, Court-Saint-Étienne, Genappe, La Hulpe et Villers-la-Ville. Mont-Saint-Guibert, Rixensart et Wavre s'y sont ajoutés.
En 2023, sept ans après son lancement, le projet est suspendu en raison du manque de bénévoles et de la faible adoption par les commerçants.